# Александар I Карађорђевић
Александар I Карађорђевић (Цетиње, 4/16. децембар 1888 — Марсељ, 9. октобар 1934), познат као Ујединитељ, а у савременој Србији краљ Александар, био је регент престолонаследник Краљевине Србије (1914—1918), регент престолонаследник Краљевине Срба, Хрвата и Словенаца (1918—1921), краљ Срба, Хрвата и Словенаца (1921—1929) и краљ Југославије (1929—1934).
Био је четврто дете и други син Петра I Карађорђевића и кнегиње Зорке и брат Ђорђa П. Карађорђевићa. Александар је своју младост провео ван Србије, којом је тада владала ривалска династија Обреновић. Школовао се у Женеви и Санкт Петербургу, а у Србију је дошао када је његов отац изабран за краља Србије после Мајског преврата 1903. Након што се његов старији брат Ђорђе Карађорђевић одрекао престола 1909, Александар је постао престолонаследник. Александар Карађорђевић је био први Србин који је летео авионом. Било је то током његове посете Француској 5. априла  до 27. априла 1910 године. Александар је летео на авиону фалер број 2. Постао је регент свом оцу 24. јуна 1914. и као такав био је врховни заповедник српске војске у Првом светском рату.
После победе у Првом светском рату, Александар је постао регент нове Краљевине Срба, Хрвата и Словенаца,а краљ 1921. после очеве смрти. Владао је аутократски земљом у којој су били изражени социјални и национални контрасти. После убистава у Народној скупштини, завео је Шестојануарску диктатуру 1929, а 1931. године је донео Октроисани устав.
Група завереника из редова усташа и бугарског ВМРО-а га је убила у Марсељу, 1934. године. Наследио га је најстарији син Петар, али је због његове малолетности земљом до 1941. владало Намесништво на чијем је челу био Александров брат од стрица кнез Павле.
У савременој Србији је о његовом наслеђу подељено мишљење. Док се на његов рад у Балканским и Првом светском рату, као и на погледу спољне политике гледа углавном врло позитивно, негативно се гледа на стварање краљевине Срба, Хрвата и Словенаца, која је произашла у Југославију, јер се сматра да је могао да створи Велику Србију. То мишљење је нарочито постало актуелно после распада Југославије током 1990-их. С друге стране они који подржавају ту идеју, у суштини износе да је стварање заједничке државе једним делом било инспирисано уједињењем Италије и Немачке, које су настале од великог броја независних градова, кнежевина и војводстава, и повлаче везу до Начертанија и идеји о уједињењу Јужних Словена, где је Србија требала да представља Пијемонт.

## Биографија

### Младост
Александар је рођен на Цетињу 16. децембра 1888. Његов деда по мајци био је црногорски краљ Никола I Петровић, а баба краљица Милена. Кум на крштењу био му је, преко изасланика, руски цар Александар III. Отац није био присутан његовом порођају, пошто је био код смртно болесног брата Ђорђа, који је преминуо у Дубровнику око две недеље после Александровог рођења. Детињство је провео у Црној Гори, а основну школу завршио у Женеви. Даље школовање наставио је у војној школи у Санкт Петербургу, а потом у Београду, по доласку краља Петра I на српски престо 1903. године.

### Престолонаследник Србије
Судбински преокрет у животу младог принца Александра наступио је 1909, када се његов старији брат, принц Ђорђе одрекао права наследства престола. Ђорђа су многи у Србији дуго сматрали неподесним да постане краљ Србије, а међу њима су били политичари као што је Никола Пашић и високи официри попут Драгутина Димитријевића Аписа и Петра Живковића, којима није одговарао импулсиван Ђорђев карактер и нестабилна личност склона инцидентима. Ђорђе је био починитељ трагичног инцидента из 1909. када је шутнуо свог слугу у стомак, изазвавши његову смрт неколико дана касније. Овај инцидент је био последња кап, због ког је избио велики скандал у српској јавности, као и у аустроугарској штампи, која је интензивно извештавала о томе, па је принц Ђорђе био приморан да се одрекне права на престо.
Принц Александар је 1910. скоро преминуо од стомачног тифуса и због тога је имао стомачне проблеме до краја свог живота. Лечење тифуса је започето 19. (7) октобра, а окончано је 26. (14) новембра. Неки од чланова лекарског конзилијума су били доктори: Светислав Симоновић, Роман Сондермајер, Демостен и Светислав Николајевић, Ђорђе Владисављевић. Званичне државне новине Србије, Новине српске, су током тог периода у уводном делу скоро свакодневно извештавале о његовим симптомима и лечењу. На Александров рођендан те године, 16. (4) децембра 1910, краљ Петар I је одликовао тај конзилијум орденом Карађорђеве звезде. Роман Сондермајер и Светислав Симоновић су добили орден трећег степена, а Ђорђе Владисављевић, Демостен и Светислав Николајевић су добили орден четвртог степена.
Када је Александар постао престолонаследник, борба за власт између Пашићевих радикала и Аписове Црне руке је добила и трећег учесника. Александар је све више сматрао себе јединим пресудним фактором, па је око себе окупио Белу руку, групу официра предвођених Петром Живковићем, Петром Мишићем и Јосиф Костићем.
Као престолонаследник, принц Александар је приступио реорганизацији војске, припремајући је за коначан обрачун са Турском.

### Балкански ратови и Први светски рат
У Првом балканском рату (1912), престолонаследник Александар је као формални заповедник Прве армије водио победоносне битке на Куманову и Битољу, а потом 1913. у Другом балканском рату битку на Брегалници.
У Првом светском рату био је врховни заповедник српске војске у биткама на Церу и Колубари 1914, кад је српска војска потпуно разбила војску Аустроугарске Монархије. Поново нападнута 1915. од Немачке и Бугарске, Србија је подлегла у неравноправној борби. Са многим губицима српска војска се, заједно са старим краљем Петром I и престолонаследником Александром повукла преко Албаније на острво Крф, где је реорганизована. Када се краљ Петар I због болести повукао од владарских послова (24. јуна 1914. по новом календару), престолонаследник Александар је постао регент. После опоравка и попуне српска војска је исте године однела велику победу на Солунском фронту, на Кајмакчалану. Завршне операције пробоја Солунског фронта у јесен 1918, српска војска је извршила под врховном командом регента Александра, са одличним командним кадром у који спадају војводе Живојин Мишић, Степа Степановић и Петар Бојовић.
У Крагујевцу постоји Регентова кућа где је живео током 1914-1915. Током 1917-1919 постојала је Српска резервна болница престолонаследника Александра.

### Прводецембарско уједињење
После војничких дошли су и државнички успеси. Народно веће у Загребу је 24. новембра 1918. године прогласило уједињење. Одлуци о уједињењу претходио је ултиматум далматинске владе од 16. новембра 1918, по којем је из Сплита имало да се прогласи непосредно уједињење са Србијом ако се у року од пет дана то не учини из Загреба. Делегација Народног већа, од тридесет чланова, стигла је у Београд ујутро 28. новембра 1918. За утврђивање начина како да се прогласи уједињење, образован је одбор од шесторице. У њега су ушли Анте Павелић (Старији), Светозар Прибићевић и Јосип Смодлака као представници народног већа, и Стојан Протић, Љубомир Јовановић и Момчило Нинчић, као представници Владе Краљевине Србије. У одбору шесторице одлучено је да се уједињење изврши тако што би делегација Народног већа упутила адресу регенту Александру Карађорђевићу, која би садржала закључак и напутке „упутства“ од 24. новембра. Двочански акт уједињења извршен је у 8 сати увече, 1. децембра 1918. године, у салону куће Крсмановића на Теразијама у којој је регент Александар привремено становао након ослобођења престонице.
Чланови делегације Народног већа, стојећи у полукругу, чекали су долазак регента. Регент Александра се затим појавио у пратњи Протића, Јовановића, Нинчића и војводе Живојина Мишића. Потом је иступио Анте Павелић и прочитао адресу. Регент Александар је у одговору на Адресу изразио задовољство одлуком загребачког Народног већа од 24. новембра и прогласио уједињење. Регент Александар је одбио да за првог председника Владе постави Николу Пашића, већ је на то место указом поставио Стојана Протића. На листи министра прве Владе Краљевине СХС било је 9 Срба, 5 Хрвата, 3 Словенца и 1 муслиман. Влада под Протићевим председништвом носила је југословенско обележје. Крајем децембра Влада је нотификовала стварање нове Краљевине, а до средине 1919. године уследила су међународна признања.
После смрти краља Петра I (16. августа 1921), Регент Александар је постао краљ Срба, Хрвата и Словенаца. Није могао присуствовати очевој сахрани јер је у Паризу боловао од запаљења слепог црева. У земљу се вратио крајем октобра и 6. новембра положио пред скупштином заклетву на устав. Оженио се 1922. године, принцезом Маријом од Румуније. У том браку рођена су три сина — Петар, Томислав и Андреј.

## Политичка делатност 1918—1929.

### Отпор уједињењу и нереди
Талас социјалистичке револуције се из Русије ширио на запади довео до социјалистичких побуна 1919. у Мађарској и Немачкој. Неки од Југословена који су учествовали у Октобарској револуцији тада су се враћали у отаџбину. Превратнички дух је захватио део наоружаних одметника у „зеленом кадру” и обичних становника, нарочито у Славонији и Банату. Сељаци су пљачкали имања богатих на подручју Осијека, а у источном Банату дошло је до покушаја стварања „совјетске републике”.
Војска Краљевине Србије је морала, поред заштите предвиђених граница, зауставити ширење револуције и супротстави се побунама против уједињења. Већу претњу за границе представљало је присуство војске Италије у Далмацији и приморју, а мању упади припадника ВМРО-а из Бугарске у Македонију.
У делу хрватског становништва постојала је дуга традиција отпора централистичким тежњама. Она се спојила са нетрпељивошћу према православном становништву. Због тога се убрзо јавио отпор уједињењу под династијом Карађорђевић. Део нетрпељивих Хрвата није желео лако да пристане на стварање државе у којој ће католици бити мањина у односу на православце. Међу онима који су се противили уједињењу и тражили стварање хрватске републике истицао се Стјепан Радић. После проглашења уједињења, он је говорио да је сакупио око 200.000 потписа против уједињења у намери да их уз протест пошаље Мировној конференцији у Паризу. Насупрот томе, присталице уједињења су стварале соколске легије.
Свађе због начина уједињења довеле су до побуне у Загребу 5.12.1918. Побунили су се хрватских војници Националне гарде, коју је створило Народно вијеће. Они су на Тргу бана Јелачића тражили стварање републику и подржавали С. Радића. На наредбу Народног вијећа морнари су пуцали на побуњенике. Гушење протеста помогли су и хрватски соколи. У сукобу било је и неколико убијених. Према званичним тврдњама, у том сукобу нису учествовали Срби, него су на обе стране били Хрвати. Народно вијеће је распустило побуњене одреде. Војска је морала умирити протестне скупове по Хрватској на којима се тражило стварање републике. Део Срба, који је памтио оданост великог дела Хрвата према Хабзбурговцима, није веровао овом „републиканском покрету”. Они су мислили да је то само отпор краљу Србину као владару заједничке државе.
Краљ Никола и његова влада нису прихватили одлуке Подгоричке скупштине. Ипак, привидно су покушали деловати ненасилно. Николина влада је издала проглас којим је позивала народ да се без оружја супротстави „србијанској окупацији”. Италија је помогла присталицама породице Петровић-Његош да организују оружану побуну. Побуњеници, које су предводили Никчевић и Челебић, су поражени на Цетињском пољу почетком јануара 1919. (Божићна побуна).
Након владине одлуке из децембра 1918. да се 10.000 људи регрутује у жандармерију стварање јединствене жандармерије у Краљевини СХС је довршено доношењем уредбе у фебруару 1919. Жандармерија је сматрана помоћним делом сталне војске од које је добијала оружје. Истовремено је плате добијала од Министарства унутрашњих дела. У марту 1919. створена је и јединствена војска Краљевине СХС. Њен пун састав у миру је имао 140.000 војника. Командном саставу српске војске је придодато око 500 црногорских официра и око 1.000 официра бивше Аустроугарске.
Држава је наследила међународне дугове Србије, Црне Горе и део дугова Аустроугарске и Турске. Уједначавање новца је извршено 1920. Тада је одређено да се аустроугарске круне повуку из оптицаја мењањем 4 круне за 1 српски динар. Исте 1920. је Народна банка Србије постала Народна банка Краљевине СХС. Замена преосталих круна (куна) за динар је трајала до 1923.

### Привремено народно представништво и питање аграрне реформе
Државе већином настају и нестају у ратним сукобима, тј. војном силом, а ређе демократским процесима. Краљевина Срба, Хрвата и Словенаца није изузетак. Она је створена споразумом Владе Краљевине Србије са Народним вијећем из Загреба, али је у том стварању пресудна била победа српске војске у рату. До избора и доношења првог устава власт у Краљевини СХС имали су краљ, тј. регент у његово име, привремена влада и Привремено народно представништво.
Регент Александар је састављање владе поверио 20.12.1918. Стојану Протићу из Народне радикалне странке. Потпредседник владе је постао Антон Корошец. Министар спољних послова био је Анте Трумбић, а министар унутрашњих послова Светозар Прибићевић. Н. Пашић је очекивао да он добије место председника владе, али је регент одлучио да га пошаље у Париз, као вођу преговарача на Мировну конференцију. Одељења владе Краљевине СХС створена су у Црној Гори, Банату, Бачкој и Барањи, а регент је поставио и покрајинске владе у Срему, Славонији, БиХ, Хрватској, Далмацији и Словенији.
Отворено незадовољство се поново јавило у пролеће 1919. Дешавало се да дружине сељака самовољно присвајају делове велепоседа. Друштвени немири, који су настали под утицајем Октобарске револуције, убрзали су провођење аграрне реформе у Краљевини СХС. Њоме је требало умирити сељаштво. Већ, у јануару 1919. регент Александар обећао је прогласом давање земље сељацима. Влада је у фебруару 1919. донела „Претходне одредбе за примену аграрне реформе”. Тада је напокон проглашено укида- ње кметовских односа, тј. остатака феудализма. Привремено народно представништво (ПНП) је само упознато са тим одредбама. Влада је одлучила да изврши и насељавање ратних добровољаца, из мање плодних области, на Космет, у Македонију, Војводину и Славонију. Тамо су им бесплатно дељени земљопоседи, обично величине 3-8 хектара. За насељавање колониста држава је већином употребила државну и општинску земљу, али мањим делом и оду зете поседе одметнутих Албанаца (качака) и др. Држава је колонисте бесплатно превозила, а после насељавања били су неколико година ослобођени плаћања пореза према држави и локалној управи. Колонизација није завршена до 1938. У међуратном периоду на Космет је насељено 10-11.000 породица колониста, тј. 50-60 хиљада особа, а у Македонију 6-8.000 породица, тј. 30-40.000 особа.
Главни састављач Привременог народног представништва (ПНП) била је влада и њен министар за „Конституанту” А. Крамер. У ПНП су ушли представници скупштина Краљевине Србије и Краљевине Црне Горе, чланови Народног вијећа и Југословенског одбора. ПНП је одржавало седнице од марта 1919. до октобра 1920. а на његов рад су утицале борбе око политичког уређења државе. У њему се разговарало о изборима за Уставотворну скупштину, мировним уговорима, друштвеним, привредним приликама и др. Свађе, недостаци радне већине, тј. кворума, и прекиди рада ПНП довели су до краткотрајности влада.
На предлог социјалдемократских партија Србије и БиХ, на конгресу у Београду од 20. до 23.4.1919. створена је Социјалистичка радничка партија Југославије (комуниста). Она је приступила III интернационали (Коминтерни). Коминтерна је створена у Москви у марту 1919. Она је била средишња управа за комунистичке партије изван Русије, тј. Совјетског Савеза. Коминтерна је одређивала руководиоце за партије које су биле учлањене у њу. Давала им је упутства за рад и новац. Из Москве је преко партија учлањених у Коминтерну спремано покретање социјалистичких револуција.
У јулу 1919. СРПЈ (К) је организовала општи штрајк као протест против страних напада на револуције у Совјетском Савезу и Мађарској. На II конгресу у јуну 1920. СРПЈ (К) је променила име у „Комунистичка партија Југославије” (КПЈ). У то време, средином 1920. из Коминтерне је преузето мишљење да је федерација најбољи облик уређења вишенационалних држава.
Протићева влада замењена је у августу 1919. владом Љубомира Давидовића, а у фебруару 1920. је владу поново саставио Протић. У априлу 1920. земљу је потресао општи штрајк десетина хиљада радника на железници. Влада је штрајк зауставила увођењем војног суда на железници. Од маја 1920. до доношења Обзнане у децембру 1920. председник владе био је Миленко Веснић.

### Аграрна реформа
У време уједињења, у Југославији су постојали остаци феудалних односа. У Македонији то су били чифчијски односи, у БиХ беглучко-кметовски односи, у Далмацији колонатски односи. Поред тога, постојали су капиталистички велепоседи и у Војводини, Славонији, Хрватској и Словенији.
Аграрна реформа се остваривала према уредби владе из фебруара 1919. Спровођење аграрне реформе било је повезано са верским и националним односима. Већина велепоседника у БиХ, аге и бегови (око 4 хиљаде), били су муслимани, а у Војводини већина велепоседника били су Немци. Велепоседници су биле и верске организације. Оне су на одузимање дела земљопоседа гледале као на угрожавање економске основе за своје деловање. Аграрна реформа није одузела велепоседе од банака и имовину верских установа.
У првом периоду спровођења аграрне реформе укинути су кметовски и чивчијски односи у БиХ, на Космету и у Македонији. У Далмацији су укинути колонатски односи. Ранијим власницима обећано је обештећење за земљу која је стављена под секвестар. Имовина Хабзбурговаца била је одузета. Земља одузета и секвестрирана, давана је у једногодишњи, а касније и вишегодишњи закуп сељацима.
Већина некадашњих кметовских породица која је добила земљу, захваљујући аграрној реформи, била је у БиХ, тј. више од 100.000 породица. Те су породице одузету земљу прво привремено добиле у закуп. Аграрна реформа је завршена до средине двадесетих година XX века. Од 1925. до 1931. богатијим сељацима је омогућено да откупе земљу која је већ била секвестрирана, тј. узета од велепоседника на чување до коначног судског решења. Године 1931. донет је Закон о ликвидирању аграрне реформе. Насупрот одузимању велепоседа, касније је повећан земљишни максимум, са 57 на 288 хектара, који је неко могао поседовати. Око две трећине пољопривредних домаћинстава у Краљевини Југославији имало је мање од 5 хектара земље. За подручје Србије из 1912. тај проценат је био мало мањи, тј. око 62%. Домаћинства, са поседима до 5 хектара, су користила приближно половину укупног пољопривредног земљишта у држави. Поседе веће од 20 хектара имало је око 3% земљорадничких породица, али су те породице располагале са око 23% пољопривредног земљишта у Југославији. Велепоседи са више од 100 хектара земље постојали су углавном на подручју Војводине, Славоније, Хрватске и Словеније.
Краљевина Југославија је имала и значајан број сељака без земље или са веома мало земље. Они су радили као надничари и закупци на туђој земљи. Таквих породица је 1931. било око 470.000. Сељаци беземљаши (најамници) су 1931. године чинили око 9,6% становништва Југославије. Њихов број у Србији је био око три пута мањи од просека Краљевине, осим у Војводини. У Војводини је било много беземљаша, најамника, али је на том подручју још од XIX века био раширен капиталистички начин производње на селу. У њој су велепоседници запошљавали надничаре. Друштвени и економски положај сеоских надничара и беземљаша био је сличан положају градских најамних радника. 150-200.000 домаћинстава у међуратном периоду бавило се земљорадњом као додатним занимањем. Наставило се и са печалбарством. Са подручја Србије до 100.000 људи се у годинама пред Други светски рат бавило се „печалбарењем” у Србији и изван ње.

### Признање Краљевине СХС и одређивање граница
Краљевина СХС није била призната непосредно после стварања од главних држава у Антанти. Француска и Енглеска су имале обавезе према Италији. Зато нису журиле са признавањем Краљевине СХС. Прве су је признале Грчка и Норвешка у јануару 1919. Зато је на мировним преговорима у Паризу, од средине јануара 1919. делегација Краљевине СХС званично гледана као делегација Краљевине Србије. Она се морала супротставити тежњама Италије да добије територије у Далмацији и жељама Румуније да добије цео Банат. То је довело и до расправа Пашића са политичарима из Далмације Трумбићем и Јосипом Смодлаком. Међусобно су се оптуживали за незаинтересованост Срба за Далмацију, односно Хрвата за Банат. Да би утицао на признавање нове државе и умањио сукобе својих политичара, регент Александар је путовао у Париз на Мировну конференцију, а често је председавао и радом својих влада.
Потписивање мировног споразума Антанте са Немачком 28. јуна 1919. у дворцу Версају у Паризу донело је и заједничко признавање Краљевине СХС. Она је под тим именом била потписник споразума. Споразум о миру са Аустријом у Сенжермену 10.9.1919. године предвидео је да се спор око Корушке реши плебисцитарним изјашњавањем њеног становништва. Изјашњавањем у октобру 1920. становништво Корушке се определило да буде у Аустрији. Према миру склопљеном у дворцу Неију 27.11.1919. са Бугарском извршена је мања измена границе. Бугарска је 2.600 километара квадратних предала Краљевини СХС. У преговорима са Мађарском Краљевина СХС није успела да добије и Мохач. Мир са Мађарском је потписан 4.6.1920. у дворцу Тријанону. Према њему, Банат је подељен између Краљевине СХС и Румуније.
У Ријеци су Италијани, тада већина становништва у граду, предвођени песником Д`Анунцијем у септембру 1919. преузели власт. У новембру 1920. у Рапалу је потписан споразум Италије и Краљевине СХС о разграничењу. Италији су припали Истра, Задар и неколико острва, а Ријеци је признат статус самосталне државе.

### Међународни положај Краљевине СХС
Револуција и грађански рат у Русији имали су велики утицај и на Краљевину СХС. Када су бољшевици заузели Одесу, велики број избеглица кренуо је према Краљевини СХС. Избегли Руси су у великим групама долазили од пролећа 1919. до краја 1921. Према извештајима у Краљевину СХС тада је дошло више од 70.000 особа из Русије. Велику већину чинили су мушкарци. Руски досељеници су већином имали статус емиграната, а тек касније појединачно су узимали држављанство нове домовине. Зато је број Руса пописаних као држављани Краљевине СХС 1921. био мали, тј. око 28.000. Међу дошљацима из Русије било је много интелектуалаца (лекара, научника, уметника и др). Они су знатно утицали на културу и науку у Југославији у деценијама које су уследиле. Несрећа људи из Русије, који су морали напустити своју домовину, била је срећа за Србе јер је обогатила њихову науку и културу.
Нереди које је изазвао ратни пораз у Мађарској довели су до проглашења републике средином новембра 1918. У њој је у марту 1919. дошло до социјалистичке револуције. Мађарске противнике социјализма помогле су војске Француске, Румуније и Чехословачке. Почетком августа 1919. револуционари су били поражени. Власт у Будимпешти крајем 1919. преузео је адмирал Миклош Хорти. Он је у марту 1920. проглашен за регента Мађарске Краљевине. Мађарска је мировним уговором из Тријанона изгубила око половине територије коју је имала као део Аустроугарске.
У августу 1920. Краљевина СХС је склопила уговор о савезу са Чехословачком. У пролеће 1921. у Мађарску је дошао бивши краљ Карло Хабзбуршки. Његов покушај да поново постане мађарски краљ изазвао је протест Румуније, Краљевине СХС и Чехословачке. То је убрзало њихово повезивање и стварање Мале антанте.
Француска је настојала да Версајским миром што више ослаби Немачку и постане најзначајнија држава у Европи. Она није желела никакву обнову власти Хабзбурговаца, а поготово не обнову Аустро-Угарске. Зато је подржала стварање Мале антанте. Средином 1921. завршено је стварање, преко двојних уговора, савеза Чехословачке, Румуније и Краљевине СХС, познатог као Мала антанта. У октобру 1921. Карло Хабзбуршки је поново посетио Мађарску. Мобилизација војске у Чехословачкој и Краљевини СХС уз неспремност Мађара за рат довели су до његовог трајног одласка из Мађарске. Мађарском је наставио да управља М. Хорти и она је остала краљевина без краља.
Савез Краљевине СХС са Румунијом ојачан је и браком краља Александра са Маријом, кћерком румунског краља Фердинанда. На њиховом венчању у јуну 1922. године није присуствовао „главни кум” енглески краљ Џорџ V, него га је заменио син Алберт. Следеће, 1923. у септембру краљица је родила престолонаследника Петра, а после су рођени Томислав и Андреј.
Италија је у Краљевини СХС видела препреку за своје ширење на источној обали Јадранског мора. То се нарочито видело од октобра 1922. када је председник владе постао вођа фашиста Бенито Мусолини. Он је желео да „обнови” владавину из Рима, Италије, земљама око Средоземног мора. Војска Италије је у марту 1922. ушла у Ријеку. Краљевина СХС морала је споразумом из 1924. да призна припајање града Италији.
У време стварања заједничке јужнословенске државе, Бугари су били непомирљиви непријатељи Срба. Зато 1918. није било озбиљних помисли да се и они нађу у заједничкој држави. На захтеве да се у Македонији уведе самоуправа владе из Београда се нису освртале. После победе Србије, део присталица самоуправне Македоније или присталица велике Бугарске је из Македоније отишао у Бугарску. Они су са Бугарима већ од 1919. убацивани у четама „комита” у Краљевину СХС. Ти „Македонствујушчи” су на југоистоку Краљевине СХС нападали и убијали цивиле, полицајце, војнике и жандаре. Тако су желели да покрену борбу за аутономију Македоније или њено припајање Бугарској.
У таквим околностима, Александар Стамболијски, вођа Земљоделске странке, створио је 1919. владу у Бугарској. Он је желео другачије односе са Србијом. Дао је и изјаву да није Бугарин него Јужни Словен. А. Карађорђевићу је предлагао стварање једне федеративне јужнословенске државе од две чланице (Бугарска и Краљевина СХС). А. Карађорђевић и Н. Пашић тада нису желели озбиљно разговарати о таквом предлогу. У априлу 1923. потписан је српско бугарски споразум који је предвидео појачану контролу границе да се сузбије четовање. Незадовољна бугарска војска и националисти одговорили су превратом 9.7.1923. Стамболијски је побегао, али је неколико дана касније био ухваћен и убијен. Његово обезглављено тело је бачено у реку Марицу, а његова странка је била прогоњена. Власт су преузели Александар Цанков и противсрпски националисти. Од тада је у Бугарској подршка четама ВМРО-а које су упадале у Краљевину СХС постала отворена.
Краљевина СХС је морала да појача надгледање границе, а краљ Александар Карађорђевић је помишљао и да пошаље војску у Бугарску како би тамо уништи комитске чете. Борбе жандармерије и војске против комита пренеле су се и на цивиле који су подржавали једну од сукобљених страна. У том сукобу цела села су спаљивана. Стваране су српске четничке јединице и наоружани одреди цивила, „народна милиција”. Према званичним тврдњама у тим сукобима само у Македонији изгубљене су стотине живота, али постоје основане тврдње да је убијено неколико хиљада особа.
Слично се дешавало и у борбама са качацима на Космету. Још у октобру 1918. дошло је до оружаног отпора српској власти на Космету. Тамо су морала да се пошаљу војна појачања. Са прекидима, борбе против побуњених Албанаца трајале су и 1919. Тада је и мањи број Црногораца са Албанцима покушао да покрене побуну на подручју јужно од Подгорице, али су поражени. Упади чета качака из Албаније на Космет и у западну Македонију наставили су се и после. Иза тих напада је био Косовски комитет, тј. Хасан Приштина. Нереде је појачавао спор Албаније и Краљевине СХС око одређивања границе.
Средином 1924. Ахмеда Зогуа је са власти збацио Фан Ноли, али је и његова влада помагала упаде качака. Зато је Краљевина СХС помогла Ахмеда Зогуа, који се био склонио у Југославију. Он је организовао своје присталице и са њима крајем децембра 1924. поново преузео власт у Албанији. Убрзо је Зогу закључио да му је важнија подршка из Италије, него из Београда. Почео је отворено да подржава захтеве Албанаца из Краљевине СХС да се припоје Албанији. У септембру 1928. Зогу се прогласио за краља Албанаца.

### Избори 1920. и суспензија рада КПЈ
Да би се одржали избори, прво је било потребно одредити границе, односно територију на којој ће се бирати. После тога ПНП је морало да се усагласи око прихватања Нацрта закона о изборима који им је предала Влада. Према усвојеном изборном закону, право да бирају добили су мушкарци који су били држављани Краљевине СХС. Они су морали имати двадесет једну годину и шест месеци боравити у општини у којој бирају. Право гласа нису имала војна лица. Мушкарци старији од двадесет пет година који су били писмени могли су се пријавити да буду бирани. Државни службеник је морао дати оставку на државну службу ако буде изабран, тј. добије посланичко место у Уставотворној скупштини. ПНП је у другој половини октобра 1920. одржало последњу седницу. Расписивањем избора за Уставотворну скупштину оно је распуштено.
На изборима за Уставотворну скупштину у новембру 1920. године учествовале су двадесет две странке. Неке од њих деловале су и у претходним државама, а неке су настале у Краљевини СХС. Од новоорганизованих странака највише успеха на изборима имале су Демократска странка и Социјалистичка радничка партија Југославије (комуниста). Демократска странка је основана у Сарајеву средином фебруара 1919. У њу је ушао део чланова некадашње Само-сталне радикалне странке и део Хрватско-српске коалиције око Светозара Прибићевића. Неко време Демократска странка је била главни заговорник замисли „интегралног југословенства”.
На изборима је учествовало око 65% уписаних гласача, тј. више од 1,6 милиона од скоро 2,5 милиона уписаних. Највише места у Уставотворној скупштини, која је укупно имала 419 посланика, освојиле су Демократска странка (92 мандата), Народна радикална странка (91 мандат), Комунисти (58 мандата), Хрватска републиканска сељачка странка, која се од краја 1920. звала Хрватска сељачка странка (50 мандата), Самостална кметијска странка са Савезом земљорадника (39), Словенска људска странка (27) и Југословенска муслиманска организација (24).
Комунистичка партија је на изборима добила велики број гласова. Раније, у августу 1920. на општинским изборима, била је значајна и победа комунистичке листе са њеним секретаром Филипом Филиповићем на подручју општине Београд. Влада није желела да комунисти управљају престоницом. Зато је општинску управу у Београду суспендовала. Штрајкови рудара у Словенији и Босни показали су да се друштвене побуне не смирују. Зато је Влада у децембру 1920. донела Обзнану. Према тој уредби привремено је забрањено излажење комунистичких новина и суспендован је рад Комунистичке партије, јер су представљали опасност по капиталистички поредак и монархију.
Ипак, комунистички посланици су пристали да положе заклетву краљу и радили су у Народној скупштини. Напустили су је у првој половини јуна 1921. када је постало извесно какав ће устав она донети. После тога су међу комунистима ојачале нестрпљиве и насилне дружине.

### Видовдански устав
У децембру 1920. Уставотворна скупштина је почела са радом. Расправе са највише сукоба вођене су око уређења државе. Вође Демократске и Радикалне странке, Љ. Давидовић и Н. Пашић, радили су на томе да заједничка држава буде монархија унитарно уређена, са јединственом територијом и без веће самосталности историјских покрајина. При томе су истицали замисао да у Краљевини СХС живи један троимени народ. Унутар Радикалне странке, идеје С. Протића, који се залагао за поделу на 9 историјских покрајина са посебним скупштинама и владама, сматране су за позив да се разбије јединство државе.
Исто је гледано и на захтеве да се Хрватској да посебан положај. Вођа Хрватске сељачке странке С. Радић је стално истицао „државне” традиције Хрватске и народну посебност Хрвата. Он је тражио да у заједничкој федералној, или конфедералној, држави Хрватска буде уређена као република. Антон Корошец и његова Словенска људска странка су тражили да се у држави издвоје аутономне покрајине, на основу културног и привредног критеријума. Муслимански представници су тражили стварање самоуправних области, за њих, унутар Краљевине СХС.
Представници радикала и демократа су за свој нацрт уставног уређења придобили мали део несрба. То су били посланици Југословенске муслиманске организације (ЈМО), Џемијета (углавном Албанци и Турци) и Словеначке кметијске странке. Представници ЈМО су пристали да подрже устав када су им обећана места у власти уз увођење судске и школске аутономије за муслимане. Устав је изгласан 28.6.1921. Зато је назван „Видовдански устав”. За њега је гласало 223 од 258 присутних посланика. Мало Словенаца и Хрвата је гласало за Видовдански устав (око 20).
Првим чланом Видовданског устава држава је проглашена за „уставну, парламентарну и наследну монархију”. Трећим чланом за службени језик је проглашен „српско-хрватско-словеначки” језик. Уставом је одређено да законодавну власт врше заједно Народна скупштина и краљ. Законе су предлагали министри и посланици, у Народној скупштини, а изгласавала их је већина присутних посланика у њој. Изгласане законе је морао потврдити и прогласити краљ да би постали пуноважни. Краљ је, по уставу, сазивао и распуштао скупштину. Он је представљао и заступао државу у односима са другим државама. Краљ је био врховни заповедник војске, а устав је прописао општу војну обавезу за становнике. Уз сагласност Народне скупштине краљ је склапао међународне уговоре. Именовао је владу, државне чиновнике и додељивао војне чинове. Извршна власт, Влада је одговарала краљу и Народној скупштини.
Грађанима је обећано право слободног удруживања и слобода штампе. Прописано је опште, слободно и тајно гласање за Народне скупштине. Обећано је право на приватну својину, али је истакнуто да она не сме штетити општим интересима. Држава се уставом обавезала да брине о народном здрављу и општим хигијенским условима. Проглашени су бесплатна лекарска помоћ, брига о инвалидима и сиромашнима.
Краљевина је наследила неколико различитих правних система који су примењивани. Судови су, према Уставу, проглашени независним у односу на све власти и одређено је да суде само по законима. Судије је постављао краљ. Он је имао и право да амнестира осуђенике. Редовни (општи) судови били су срески, окружни, апелациони, касациони и трговачки. Касациони суд је био јединствен за целу земљу. Поред тога постојали су и посебни судови (војни и други).
Доношењем устава и закона није извршено увођење јединственог законодавства и судства. Поред закона Краљевине Србије, примењивани су закони из Аустроугарске, Краљевине Црне Горе. У породичним и наследним споровима међу муслиманима одређено је да суде шеријатске судије. Они су били у служби државе и радили при среским судовима. Примена различитих правних система стварала је проблеме у судству. У заосталим областима као што су Космет и Рашка област, затечени су феудални односи, а крвна освета је била гарант људског живота и достојанства.
Држава се по Видовданском уставу делила на области, а области на округе. Окрузи су се делили на срезове, а срезови на општине. Као управнике области краљ је именовао велике жупане. Они су били подређени министру унутрашњих дела. По мишљењу Владимира Ћоровића они „нису имали више права ни више угледа од старих окружних начелника”. Касније (1922), Уредбом о подели земље на области одређено је да држава буде подељена на 33 области. Приметна је неуједначеност у величини тих области. Касније законодавна делатност није донела законе који би озаконили све принципе (основна, полазишна правила) садржане у Видовданском уставу.
После усвајања Видовданског устава, Уставотворна скупштина је наставила да ради као, редовна, законодавна.

### Смрт краља Петра I Карађорђевића и забрана Комунистичке партије
У јануару 1921. Н. Пашић је створио радикалско-демократску владу. У његову другу владу исте 1921. године били су укључени и представници мањих странака, тј. ЈМО, Земљорадничке и Самосталне кметијске странке.
Почетком марта 1921. у Француској је умро краљ Никола Петровић-Његош. Неколико година после његове смрти престало је четовање његових присталица у Црној Гори. Средином августа 1921. у Београду је умро краљ Петар I. После његове смрти Александар је постао краљ, али за разлику од оца он није обавио обред крунисања.
Александар је имао нетрпељив став према комунистима, а због чега је био у лошим односима са комунистичким властима у Русији. Од доношења Обзнане, део комуниста се одлучио на низ атентата на представнике власти. Када је 29.6.1921. проглашаван устав, комунисти су у Београду покушали атентат на регента Александра. У јулу 1921. Алија Алијагић и група „Црвена правда” убила је бившег министра унутрашњих послова Милорада Драшковића у Делницама. Да би се зауставио „црвени терор”, почетком августа 1921. донет је Закон о заштити јавне безбедности и поретка у држави. Закон је забранио говорење и деловање против уставом створеног политичког и друштвеног система. Поништени су мандати комуниста у Народној скупштини и општинским телима. Комунистима је забрањено да раде, али су они наставили да раде незаконито, тј. илегално. КПЈ је од тада своје конгресе одржавала и ван Краљевине СХС.
Вође Совјетског Савеза виделе су у Краљевини СХС противника социјализма и земљу која подржава царистичке избеглице из Русије. Коминтерна је на свом конгресу 1924. закључила о „југословенском питању” да у Југославији „српска буржоазија” остварује превласт, а да су несрби изложени „националном угњетавању”. КПЈ је преузела мишљења из Коминтерне. Сима Марковић и део комуниста су покушали ублажити или одбацити те оптужбе, али су били потиснути.
Средином двадесетих година XX века већина у КПЈ је одбацила замисао о националном јединству Срба, Хрвата и Словенаца, тј. о „троименом народу”. На Трећем конгресу КПЈ (у Бечу 1926), поред оптужбе да „српска буржоазија” искориштава друге народе, усвојено је и мишљење да је у Југославији владајућа „српска нација”. Поред Словенаца и Хрвата, признато је постојање Македонаца као нације. Из тога је закључено да је потребно федеративно и републикански уредити Југославију. На конгресу КПЈ у Дрездену 1928. КПЈ је усвојила изјаву по којој је њен циљ да предводи раднике и сељаке у уништењу Краљевине СХС. По тој замисли би „угњетени” народи добили националну независност, а потом би створили балканску федерацију република.

### Почетак политичког живота у заједничкој држави и избори 1923. године
Да би се у политичком животу поништили велики губици Срба у Првом светском рату, изборни окрузи су прављени према попису из 1910. Зато су премоћ у Скупштини имали Срби. Политички живот био је испуњен сукобима и нестабилношћу. Владе су често мењане, а председници влада већином су били из Радикалне странке. Само председник последње владе пред диктатуру није био Србин. Министри унутрашњих и спољних дела само изузетно нису били Срби. Срба је било највише у државним службама, војсци и жандармерији. То је могло бити и последица околности да су управо Срби највише желели да раде за заједничку државу, тј. да је граде и бране.
Жеља да се прошири сопствена власт и утицај довеле су до тога да су владе из Београда често доносиле или одобравале одлуке локалних управа у унутрашњости земље. Тако велика власт доносила је и велика искушења. У локалној управи грађани су често, дајући новац или друге „поклоне”, примењивали поткупљивање државних службеника да би добили неку одлуку или обавили неки посао. Таква корупција није постојала само међу нижим државним службеницима него и унутар влада. Из тих разлога народ је губио поверење у поткупљиве и неправедне политичаре и владе. Несталност и неделотворност влада била је последица свађа странака у Народној скупштини. У њој су постојале дубоке поделе и сталне свађе. Њени законодавни одбори ни за пет година рада нису успевали да обаве свој основни задатак и уједначе различито законодавство које је наследила Краљевина СХС.
Унутар онога за шта се говорило да је српски народ, постојала су одређена разилажења и сукоби. Од групе око Секуле Дрљевића, бившег министра краља Николе, 1922. обликовани су се црногорски федералисти који су тражили више самосталности за Црну Гору, на основу њених државних традиција, али су на речима, прихватали национално јединство са осталим Србима. Главни представник муслимана ЈМО је истицала да су муслимани „посебан огранак” јединственог народа. Она је настојала да постигне више самоуправе за БиХ. Поред тога, настојала је и да сачува судску аутономију муслимана и да обезбеди „праведну” одштету за одузету феудалну земљу муслиманским велепоседницима. 1922. вођа ЈМО постао је Мехмед Спахо.
У Краљевини СХС се службено давала предност употреби имена „Јужна Србија”, као заједничког имена за Македонију и Стару Србију (Космет и Рашка). У службеном имену је била изражена мисао да ће словенско становништво у Македонији бити србизовано. Ипак, то се није догодило. Становништво у Македонији је у великом броју избегавало одазивање у војску, а покушај да се прошири употреба „службеног”, тј. српског, језика није дала веће резултате. Већина у Македонији је користила народни језик тог подручја, тј. македонски. У Македонији српску свест је имало становништво на подручју Куманова, велики део чиновништва и „колониста”. Отпор србизацији је погодовао да Македонија постане подручје на коме је део становништва пружао подршку упадима припадника ВМРО-а из Бугарске. Да би се супротставила томе 1921. Краљевина СХС је морала да увећа жандармерију на око 20.000 припадника. Између половине и две трећине жандармерије је у следећих десет година стално боравио у Јужној Србији, тј. Старој Србији и Македонији.
Политичке свађе Срба и Хрвата била су главно обележје политичког живота у Краљевини СХС. Свађе са С. Радићем и главним представницима Хрвата биле су непрестане. Насупрот непомирљивим сукобима српских и хрватских политичких представника, словеначки политички представници углавном су налазили начин да суделују у свакој влади. Тако су успевали да постигну свој главни циљ, тј. да обезбеде аутономан положај територије на којој су Словенци били већина. Успели су да за то подручје добију школе на словеначком језику и управу са скоро потпуно словеначким чиновништвом.
У децембру 1922. Пашић је саставио радикалску владу без демократа. Други избори за Скупштину су одржани марта 1923. Земља је била политички подељена и завађена. Током изборне кампање 1923. у Хрватској је долазило до физичких обрачуна присталица Хрватске републиканске сељачке странке и Демократске странке. У њима су употребљавани ножеви и пиштољи. Власти су у неким местима морале да уводе полицијски час и ванредно стање.
Највише посланичких места на изборима 1923. освојила је Радикална странка (107 посланика). Друга по снази била је Хрватска републиканска сељачка странка (70 посланика), а Демократска странка је била трећа. После избора, Хрватска републиканска сељачка странка (ХРСС) је са Словенском људском странком (СЉС) и ЈМО створила „Федералистички блок”. Радикали су одлучили да им учине уступке, а да би добили подршку за стварање своје владе. Договорено је да се замене службеници у покрајинским управама, а нови поставе у договору са ХРСС, СЉС и ЈМО. Стјепан Радић је исте 1923. године на скупштини ХРСС вређао краљевски двор. Када је запретила опасност да га ухапсе, он је побегао у иностранство.

### Нестабилност парламентарног система
Марта 1924. из Демократске странке коначно се издвојила дружина око С. Прибићевића и створила Самостални демократски клуб, касније Самосталну демократску странку (СДС). Прибићевић је привремено пружио подршку Пашићевој влади. Због одрицања радићеваца од републиканизма и њиховог доласка у Скупштину, Пашић је морао да поднесе оставку владе. Пашићеву владу је сменила Давидовићева (од јула до октобра 1924), али ни она није успела да обезбеди трајнију већину у Народној скупштини. У новембру 1924. краљ је састављање владе, поново, поверио Пашићу.
Избори у фебруару 1925. донели су Радикалној странци 143 посланичка места. Са њом је сарађивала Прибићевићева СДС која је имала двадесет једног посланика. Вођа ХРСС Стјепан Радић је почетком 1925. на основу Закона о заштити државе био ухапшен. Оптужен је јер је 1924. приступио Трећој интернационали. Влада је одлучила да поништи мандате чланова ХРСС. У марту 1925. Павле Радић је по одобрењу С. Радића у Народној скупштини дао свечану изјаву да ХРСС напушта републиканизам и прихвата Видовдански устав и династију Карађорђевић. Зато су у марту 1925. поништени само мандати С. Радића и неколико вођа Хрватске сељачке странке (ХСС). У јуну 1925. су потврђени мандати осталих посланика ХСС, а С. Радић је добио помиловање од краља. По жељи краља, у јулу 1925. дошло је до стварања радикалско-радићевске владе.
Почетком 1926. у самој Радикалној странци почели су сукоби. Н. Пашић је оптуживан да је изнемогао и да је претерано попустљив према сину Радомиру. Радомир Пашић се јављао као учесник у бројним случајевима незаконитог богаћења уз злоупотребу очевог политичког утицаја. ХСС се договорила са опозицијом и у Скупштини ставила на дневни ред интерпелацију о корупцији. Министар коме је из Скупштине упућено такво питање могао је два месеца да одлаже одговор под изговором да прикупља податке. Често се дешавало да министри никада не одговоре. Критике и криза због корупције довели су до Пашићеве оставке на место председника владе у априлу 1926. Владу је образовао Никола Узуновић, али је и он приморан на оставку због наставка сарадње посланика ХСС са опозицијом. У Радикалној странци појавили су се захтеви да се „Пашићевци”, као легло корупције, потисну из странке. Неколико месеци касније, у децембру 1926. умро је Никола Пашић. У то време на власти је била последња радикалско-радићевска влада.
Сукоб се наставио у јануару 1927. Тада је радикалски део владе преко министарства унутрашњих послова ометао рад на повећању броја присталица ХСС на подручју БиХ и Војводине. Зато се у јануару 1927. коначно распала радикалско-радићевска коалиција. Нову владу радикали су створили у фебруару 1927. подржани првенствено од Словенске људске странке. У априлу 1927. морала се створити нова влада радикала и демократа. У ту владу Велимира Вукићевића су ушли А. Корошец и М. Спахо.

### Избори 1927. године и атентат у скупштини 1928. године
На изборима у септембру 1927. Хрватска сељачка странка је први пут учествовала као странка која прихвата Видовдански устав и монархију. Радикална странка је добила 117 мандата, ХСС и ДС по 61 мандат. Прибићевићева СДС је била четврта по снази са 22 мандата. Међу скоро безначајним групама два мандата је добио Хрватски блок. Њега су створиле мање хрватске политичке странке у лето 1926. У њему су били Хрватска странка права, Хрватска федералистичка странка Анте Трумбића и Хрватски републикански сељачки савез. У септембру 1927. у Скупштину су изабрани Анте Трумбић и Анте Павелић. Павелић, представник праваша, говорећи први пут у Скупштини изјавио је да његов долазак није потврда да он признаје постојеће стање, него да ће се борити против њега за самосталност Хрватске. Колико се нетрпељивости и насилности крило иза те изјаве тада се није могло наслутити.
Владу Радикалне странке подржали су ДС и СЉС. У новембру 1927. створен је заједнички клуб посланика ХСС и СДС. Тако је створена Сељачко-демократска коалиција. Љ. Давидовић је убедио демократе да иступе из владе и одлучио да отпочне преговоре са Сељачко-демократском коалицијом. То је довело до оставке Вукићевићеве владе у фебруару 1928. Сељачко-демократска коалиција је тражила побољшање положаја „пречанских” крајева, тј. подручја северно од Дунава и западно од Дрине, и већу самоуправу срезова и области. Тражила је и промену великих жупана у Хрватској, Далмацији, Славонији и БиХ. Поред тога, Сељачко-демократска (СД) коалиција је тражила за себе значајна места у влади.
Почетком 1928. краљ Александар Карађорђевић је мандат за састављање владе понудио Стјепану Радићу, али је, тада, најјача Радикална странка одбила да буде део владе ако не добије место председника. Зато је обновљена Вукићевићева коалициона влада.
Крајем маја 1928. у Београду су одржани велики протести против владајуће коалиције. Опозиција, тј. СД коалиција и Савез земљорадника, је пренела протесте и у Скупштину. Радић је због „непарламентарних израза” често био искључиван са седница. Оптужбе против владе доводиле су и до физичких обрачуна посланика. Скупштинска полиција је морала насилно да удаљи неке посланике. Насилничко расположење је толико порасло да је 15.6.1928. на седници Пуниша Рачић, посланик радикала, предлагао да се усвоји „Закон о двобоју”. Врхунац сукоба се догодио 20.6.1928. Увредама прекинути, Пуниша Рачић пуцао је и убио П. Радића и Ђуру Басаричека, а С. Радић је био смртно рањен.
После убистава посланици Сељачко-демократске коалиције напустили су Народну скупштину, тражили њено распуштање и нове изборе. Стјепан Радић је умро у Загребу почетком августа 1928. Нови вођа ХСС је постао Влатко Мачек. Од тада Анте Трумбић иступа са отвореним захтевом за одвајање Хрватске од Србије. Подржавао га је А. Павелић. Краљ је одбио да се распишу избори како би спречио да „Хрвати искориштавају лешеве у току изборне борбе”. Председник владе у таквим околностима постао је Антон Корошец. У његову владу су ушли СЉС, ЈМО, радикали и један Хрват из ДС. А. Корошец је атентат осудио као поступак једне особе за који се не може оптужити посланичка група или цео народ.
Опозиција је 1.12.1928. организовала протесте у Загребу, они су прерасли у насиље и крвопролиће. Демократска странка је изашла из владе, али никакав целовит споразум странака није могао да се склопи. Тако је Давидовић прихватио захтев Влатка Мачека да се Скупштина распусти, али се није слагао са захтевом да се створи шест федералних јединица. Корошчева влада крајем 1928. више није могла да влада државом. Краљ је морао да разговара са политичарима о стварању нове владе. Крајем новембра 1928. Народна скупштина је одржала последњу седницу, а Корошчева влада је крајем децембра 1928. поднела оставку.

## Краљево преузимање вођења државне политике

### Шестојануарска диктатура
На плану унутрашње политике, у Краљевини СХС дошло је до озбиљне државне кризе изазване заоштреним партијским и међунационалним односима. И сам краљ је рушио владе са скупштинском већином, краљ је задржавао и оне које је нису имале. Видовданским уставом осигурана право да сазива и распушта скупштину и расписује изборе учиниле су краља важним фактором на политичкој сцени. Краљ се мешао у политички живот преко политичара блиских двору, преко којих је стварао своја упоришта, нарочито у Демократској и Радикалној странци. Александар се у војсци ослањао на припаднике Беле руке, на чијем челу су се налазили генерали Петар Живковић, Јосиф Костић, Драгутин Окановић, Ђура Докић и Петар Мишић.
6.1.1929. „Прокламацијом народу” краљ је изјавио да између краља и народа више не сме и не може бити посредника. Оптужио је политичаре да су у својој заслепљености злоупотребили парламентаризам и да доводе у опасност државу и народ. Објављено је да Видовдански устав престаје да важи, а Скупштина се распушта.
Закони су остали да важе док се неким указом не укину и донесу нови. Рад политичких партија и удружења са племенским и верским обележјем је забрањен.
Истовремено је као замена за устав проглашен Закон о краљевској власти и врховној државној управи. Према њему, краљ је проглашен носиоцем све власти у Краљевини СХС. Закон о краљевој власти је предвидео да краљ као носилац све власти никоме не одговара. То је било увођење диктатуре. Краљ Александар се надао да ће он моћи да изврши национално уједињење (у Југословене) које су спречавале борбе политичких странака. Нову владу поверио је дотадашњем команданту краљеве гарде генералу Петру Живковићу. Да би се истакло народно јединство, у владу су поред Срба укључени и Хрвати и Словенци.
Новине су биле строго надгледане и објављивале су само оно што су краљ и влада желели да буде објављено. Политичари су праћени и знало се шта су изјављивали на улици, у кафани, чак и у приватним кућама. Знало се да политичке партије и даље постоје, иако је објављено да се забрањује њихов рад. Само је престало њихово деловање у јавности.
Већина политичара је прихватила проглашење диктатуре без отпора, али део политичара је напустио земљу. Прибићевић је 1929. био присилно интерниран у Брус, а затим је напустио Краљевину СХС. У иностранству је и умро 1936. У иностранство је прешао и део вођа ХСС. Они су покушавали да скрену пажњу међународне јавности и политичара на диктатуру „српског краља” над Хрватима. Тако су се јануара 1930. обратили и Друштву народа, али оно није показало интерес за те жалбе. Земљу је напустио и Анте Павелић. Комунисти су помислили да је увођење диктатуре прилика за револуцију. Њихов покушај да организују устанак олакшао је властима примену силе. Неколико стотина чланова КПЈ и СКОЈ-а (Савеза комунистичке омладине Југославије) убијено је, а у судским процесима многи су осуђени на робију.

### Реакција државе на Велику економску кризу 1929−1933.
Велика економска криза је почела сломом на берзи у Њујорку у октобру 1929. а затим се проширила на цео свет. Највише је погодила Сједињене Америчке Државе (САД) и Немачку. Земље погођене кризом су увеле заштитне царине за своје производе. У време Велике економске кризе 1929-33. прихваћена је замисао Џона Мајнарда Кејнза да је увођење монопола спречило да се цене на тржишту слободно стварају и тиме покренуло економску кризу. Да би се обновила равнотежа и запосленост, Кејнз је тражио уплитање државе у процесе на тржишту. Држава је својим уплитањем морала повећати запосленост и тражњу на тржишту. Тако је у САД организовањем великих јавних радова повећавала се производња и запосленост, а омогућено је превазилажење кризе.
У првим месецима светске економске кризе њено дејство није се осетило у Југославији. Ипак, средином 1930. стигла је и до Југославије. Нанела је штете трговини, банкарству, индустрији и пољопривреди. Увођењем заштитних царина европске државе су утицале да се вредност робе извезене из Југославије 1932. смањи за скоро две трећине у односу на 1929. До 1933. вредност укупне домаће производње у Југославији опала је на половину вредности из 1929. Радници који су имали посао 1934. добијали су мање наднице него у време када је криза почела. Тада се незапослени нису морали јавити на биро рада. Зато нема тачних података о броју оних који су изгубили посао у Југославији током Велике економске кризе. Процењује се да је тај број износио око 300.000. У тај број је спадао велики број „полутана” (сељака-радника). Други су прихватали све послове у замену за стан и храну без новчане накнаде. Просјачење деце, жена и мушкараца било је масовна појава. Десетине хиљада скитница су у време кризе као самци или са породицом живели на улицама градова без икаквог смештаја. Само у Београду је таквих било најмање 6.000.
Држава је тада покушавала да своју индустријску производњу заштити од стране конкуренције. О томе се водило рачуна при одређивању царина. У државним набавкама предност је имала домаћа роба. Цене индустријских производа су због смањене куповне моћи између 1929. и 1934. године пале за скоро четвртину вредности, а цене пољопривредних производа су истовремено изгубиле скоро половину вредности на тржишту.
Да би се спречио пад цена, дошло је до монополистичког удруживања индустријских предузећа. Узор за то била су удружења који су постојали у иностранству. Предузећа која су производила исту робу склапала су договоре а према њима су по јединственој цени нудила робу или услуге на домаћем тржишту. То настојање да се стекне положај јединог продавца неке робе на тржишту Краљевине Југославије а тако постигне сигурнија и већа зарада изазвало је протесте дела трговаца и занатлија. Држава је 1934. усвојила Закон о картелима који је забранио стварање монопола. Дошло је до протеста индустријалаца. Зато је 1935. утврђен поступак за одобравање стварања картела. Од тада се у Југославији створило више монополистичких удружења.
Почетак опоравка привреде у Југославији осетио се тек од 1935. Ово се подударило са „новим економским курсом” који је објавио Милан Стојадиновић. Основу Стојадиновићеве економске политике чинило је веће мешање државе у привреду. Мере су увођене по узору на политику западних земаља и по препорукама из иностранства. Тако је Друштво народа препоручивало организовање јавних радова да се умањи незапосленост на југоистоку Европе. Влада је још 1933. донела такву одлуку, али је до значајнијег организовања јавних радова дошло тек од 1935. Првенствено је то било грађење саобраћајница, путева и пруга. Интервенцијом владе остварен је напредак и рударства као и металургије. У железари у Зеници повећане су количине произведеног гвожђа и његов квалитет, а у борском руднику је почела да ради електрична рафинерија. Држава је постала најзначајнији капиталиста у индустрији Југославије. То је довело до тога да 1939. порези и царине нису били главни извор прихода Југославије. Држава је 1939. била власник око 15% индустрије у Југославији и од тога остваривала трећину прихода државе. Око шестину државних прихода држава је остваривала од својих монопола. Имала је монополе на неке производе(дуван, со, петролеј ...). Највеће монополске приходе је имала од дувана. Дуван је откупљиван од приватних произвођача, а затим прерађиван у државним фабрикама.

### Септембарски устав
Отворена диктатура није могла да буде трајно задржана. Попуштајући пред захтевима из Западне Европе, краљ је одлучио да обнови уставно стање. 3.9.1931. проглашен је Септембарски (или Октроисани) устав. Законодавну власт имали су краљ и Народно представништво. Оно је било нова установа, састојало се од Народне скупштине и Сената. Партије се нису могле стварати на верској, племенској или покрајинској основи. Краљ је углавном имао сличан положај у односу на Народно представништво као што је имао у односу на Народну скупштину према Видовданском уставу. Ипак, члан 116. је краљу давао право да у ванредним околностима (рат, побуна и слично) својим указом поступа изван устава и закона. Устав је предвидео да краљ, после указа, тражи сагласност од Народног представништва за оно што је учинио у време ванредних околности.
Бановине су имале бановинска већа и бановинске одборе. Њих су именовали банови. Народни посланици, чланови бановинских већа и председници општина бирали су половину Сената, а половину је именовао краљ. Сенатори нису могли да имају мање од 40 година. Грађански политичари у Уставу из 1931. нису видели обнову уставног стања него покушај да се диктатура учини трајном. После његовог објављивања, у новембру 1931. организовани су „избори” за Народну скупштину. Постојала је само једна изборна листа Петра Живковића, а опозиционе странке нису учествовале. На изборе је изашло око 65% уписаних бирача. Да би се створила странка која ће подржати краљево интегрално југословенство, крајем 1931. створена је Југословенска радикална сељачка демократија (ЈРСД). Она је 1933. преименована у Југословенска национална странка (ЈНС).

### Интегрално југословенство
Краљ Александар је био велики поборник и главни политички покровитељ идеологије интегралног југословенства, која је обликована у време његове младости, крајем 19. и почетком 20. века, када су поједини идеолози југословенског покрета почели су да напуштају изворну југословенску, односно јужнословенску идеју, која се заснивала на концепту сарадње између јужнословенских народа, а уместо тога су почели да промовишу нову, „интегралистичку” тезу по којој Срби и Хрвати, а заједно са њима и Словенци, представљају јединствен народ, састављен од три „племена”: српског, хрватског и словеначког. Већ као престолонаследник (од 1909. године), а потом и као регент (од 1914. године), Александар се окружио присталицама интегралистичког концепта, а након стварања Краљевине СХС (1918), интегралистичка идеологија је добила сасвим нову, државну димензију. Управо у тој идеологији, Александар је покушао да пронађе решење за превазилажење унутрашњих подела у новоствореној држави. Кључни корак ка дефинисању интегралног југословенства као званичне државне идеологије учињен је 1929. године, када је назив државе промењен у „Краљевина Југославија”. Од тог тренутка, „интегралистичка” политика је спровођена путем репресивног негирања народне посебности Срба, Хрвата и Словенаца, а сва три народа (српски, хрватски, словеначки), званично су проглашени пуким племенима у саставу јединствене „југословенске” нације. Таква политика је у Краљевини Југославији интензивно спровођена од увођења Шестојануарске диктатуре (1929), до Александрове погибије (1934). Нестанком краља Александра, интегралистичка политика је изгубила свог главног покровитеља, након чега је запала у кризу, а потпуни слом је доживела у раздобљу између 1939. и 1941. године, када је и званично напуштена, чиме је окончан и неславни покушај свођења српског народа на степен племена.

### Обнова делатности политичких странака 1932.
У априлу 1932. Живковићеву владу сменила је влада Воје Маринковића. После обнове уставног стања, као главни противник централизма В. Мачек је истицао да замисао да су Срби и Хрвати један народ није истинита. Он је тражио подршку Велике Британије за своје политичке ставове. Од средине 1932. Мачек је често давао изјаве да је могуће отцепљење Хрватске и распад Југославије. Мусолини се надао да је то добра прилика да се почне са грађанским ратом који ће разбити Југославију. За то је одлучио да искористи усташе које је у Италији (и Мађарској) организовао Анте Павелић. Са територије Задра, из Италије, у септембру 1932. усташе су извршиле свој први терористички напад. Напали су жандармеријску касарну код Госпића. Напад су настојали да прикажу као „Велебитски устанак”, али њихов упад није покренуо устанак.
У новембру 1932. године Сељачко-демократска коалиција је објавила изјаву под називом „Загребачке пунктације”. У њој је осуђена „србијанска” хегемонија и тражено да се врати на стање из 1918. како би се поново договорило уређење државе. Сличне изјаве долазиле су и од других опозиционих политичара. Крајем децембра 1932. у Новом Саду представници радикала и самосталних демократа су у својој изјави тврдили да је централизам пропао, а да је Војводина у време њега била „економски искориштавана”. Већина политичара који су донели „Војвођанску резолуцију” залагала се за аутономију на подручју Војводине, а не за федералну јединицу Војводину.
У иностранству је С. Прибићевић ишао и даље. Он је истицао да је централистичко уређење, које је и сам стварао, доживело неуспех. Предлагао је да Југославија постане федерална (савезна) држава. Говорио је да, поред Хрвата и Словенца, и Срби изван Србије треба да добију федералне јединице.Крајем децембра 1932. објављена је изјава Словенске људске странке у којој се тражи федерално уређење државе у коме би Словенци добили своју федералну јединицу. Централизам је напао и Мехмед Спахо у својој изјави. Због пунктација и изјава страној штампи, Мачек је у пролеће 1933. на основу Закона о заштити јавне безбедности и поретка у држави ухапшен. Исте, 1933. Корошец је од власти добио наредбу да може боравити само на острву Хвар.

## Наводи о смртној болести
Његов други син Томислав Карађорђевић је негде у својим мемоарима написао да је његовом оцу у неком периоду пре Марсејског атентата дијагностификовано да болује од рака, и да му преостаје највише 6 месеци живота. За краљеву болест су знали само најужи чланови породице и поједини лекари, а патолошки налаз начињен после атентата је наводно потврдио ту дијагнозу. Томислав је то сазнао од своје мајке краљице Марије, а навео је и да је његов отац пред одлазак у Марсељ имао око 50 kg. Ради поређења, краљ Александар је имао 1,74m.
Краљев брат од стрица кнез Павле у преписци са Костом Ст. Павловићем, вођеном током 1950—76, није спомињао ништа о његовој болести, али јесте рекао да је тестамент, који је он први нашао на његовом писаћем столу, био написан пар месеци пре атентата.
Михаило Шашкијевић, син капетана Владимира Шашкијевића, последњег југословенског команданта разарача Дубровник, је у једној својој књизи навео да је краљ Александар боловао од рака у стомаку, и да "...Опоруку коју је пред путовање саставио није саставио зато што је очекивао да ће га пресрести неколико пропалица, него вероватно зато што је знао која га бољка мучи."

## Стварање Балканског савеза и Марсејски атентат
На краља Александра више пута је покушаван атентат, пре тога. Први пут то се догодило на повратку са заклетве на Видовдански устав, 29. јуна 1921. године, када је на ауто којим се краљ возио заједно са Николом Пашићем, комуниста Спасоје Стејић са прозора Министарства грађевина бацио бомбу. Том приликом рањени су седморица војника и четворица цивила, а атентатор је ухапшен.
Тврдњом о „србијанској” хегемонији у Загребачким пунктацијама оптужен је цео народ у Србији, а не нека владајућа дружина или владарска породица. Уз вође ХСС Мачека и Трумбића (од 1928. у ХСС) у стварању Загребачких пунктација учествовао је и Миле Будак, који је био присталица замисли Анте Павелића и који ће постати његов главни гласноговорник. Очито су вође ХСС 1932. имале сличне замисли са усташама. У Мусолинијевој фашистичкој Италији и Хортијевој ревизионистичкој Мађарској, Павелић и усташе имали су заштиту и логоре за обуку. Усташе су за свој циљ поставиле стварање Независне Хрватске Државе. У Начелима усташа писало је да се у том циљу могу користити „сва средства”, а да у њиховој држави „не сме одлучивати нитко, тко није по коренима и по крви члан хрватског народа”.
Када је 1933. године Адолф Хитлер преузео власт у Немачкој, нападачки расположена фашистичка Италија добила је значајну подршку у Европи. Нападачко наступање фашизма и нацизма представљало је озбиљну претњу миру у целој Европи. У фебруару 1933. дошло је до покушаја чвршћег организовања Мале антанте. Краљ Александар је покушао да поправи односе и са Бугарском. У другој половини 1933. два пута се састао са бугарским краљем Борисом III, на Црном мору и у Београду. Значајнијег поправљања односа са Бугарском није било. Ипак, влада Кимона Георгијева средином 1934. разбила је ВМРО, који је на подручју Петрича насиљима приморавао становништво на послушност и новчана давања. Александар је у октобру 1933. посетио Истанбул и састао се са првим председником Турске Мустафом Кемалом Ататурком (1923-1938). Краљ Александар је убрзао напоре да се учврсти мир и обнови савез са Француском.
У првој половини фебруара 1934. потписао је Балкански пакт. То је био савез Краљевине Југославије, Румуније, Турске и Грчке. Циљ Балканског пакта је био да се ојача сигурност државних граница на Балкану. Слично Малој антанти, главни циљ Балканског пакта је био да се државе заједнички бране од могућег спољног напада. Агресивност нациста била је све видљивија. У јулу 1934. група нациста је у Бечу покушала да насилно преузме власт. Убили су аустријског канцелара, али нису успели да преузму власт. У таквим околностима Александар је желео да избегне сукобе са Хитлеровом Немачком, али је настојао и да учврсти старе везе са Француском.
Неколико дана пред краљеву посету Француској, на двор је дошао стари радикал Алекса Жујовић, велики пријатељ Краља Петра I, оца краља Александра и један од главних заговорника доласка Карађорђевића на српски престо. Дошао је да убеди краља да не иде на пут јер су прилике у Југославији и ван ње јако нестабилне. Покушао је да убеди краља својом мудрошћу, искуством и пријатељством. Причао је са краљем цело пре подне у парку испред двора. У руци је имао штап и од нервозе је ископао целу рупу, али није успео да краља убеди да не иде.
Удружења која су била против постојања српске и јужнословенске државе су склапала споразуме о заједничком деловању. Тако су усташе Анте Павелића и припадници ВМРО-а Ивана Ванче Михаилова заједно припремили убиство краља Александра. Надали су се да ће после његове смрти доћи до распада Југославије. Краљ је 9.10.1934. ратним бродом „Дубровник” стигао у Марсељ. У Паризу је требао да одседи у хотелу Кријон. Истог, дана, док су се возили аутомобилом, у Марсељу краљ Александар Карађорђевић и француски министар Луј Барту су убијени. Атентатор Владо Георгијев Черноземски (Величко Димитров Керин) је пуцао и на почасну пратњу која га је усмртила сабљама. Тако је нестало владара који је уложио велики напор да створи јединствену и јаку државу са савезима који би јој осигурали мир.
Да би се привидно удаљила од међународних терориста, Италија је морала да ухапси А. Павелића, али га није предала да му се суди. Касније је 1936. ослобођен. У Македонији је појачан притисак представника државе на оне који су сматрани противницима јединства државе, тј. заговорнике посебности Македонаца. У то време, уместо насилних комита, главни заговорници посебности Македоније су постали школовани људи са тог подручја који су нашли посао у државним службама, тј. у школству, управи и полицији, или су деловали изван њих.
Његов брат од стрица кнез Павле је мислио да Краљевина Италија стоји иза његовог убиства. То је споменуо у једном подужем писму из 1947. својој ташти. У преписци са Костом Ст. Павловићем је споменуо да Француска није хтела да дозволи да се на судском процесу у Екс ан Провансу, започетом после Марсељског атентата, спомене Италија, а и да је Уједињено Краљевство вршило притисак на Југославију да не проузрукује ништа против ње.
Краљева смрт дубоко је потресла читаву Југославију, а његово тело испраћено је од стотина хиљада људи читавим путем до Опленца, где је сахрањен у Задужбини краља Петра I. Народна скупштина и Сенат Краљевине Југославије дали су му назив „Витешки краљ Александар I Ујединитељ”. Вест о убиству, а затим и доношење сандука са телом краља у Југославију, покренули су бројне особе, посебно Србе, да јавно покажу велику тугу. Малолетном краљу Петру II је према Уставу и тестаменту убијеног краља састављено Намесништво. Чланови Намесништва су били кнез Павле Карађорђевић, доктор Раденко Станковић (сенатор и министар просвете) и Иво Перовић (бан Савске бановине). Пресудну реч унутар Намесништва имао је кнез Павле, син кнеза Арсена Карађорђевића, краљев брат од стрица.

## Наслеђе
Булевар Јулију Манију у Букурешту је између два рата носио назив Булевар краља Александра I Ујединитеља.
По њему је названа „Обала краља Александра Првог Карађорђевића”, шеталиште поред Дунава на Новом Београду.
Иван Мештровић је извајао бројне скулптуре по наруџбини краљевске династије Карађорђевић, посебно краља Александра I Карађорђевића. Међу поруџбине краља Александра убрајају се скулптура сфинге, Милоша Обилића, Марка Краљевића, јунака косовског мита Срђа Злопоглеђа, женске пандане косовским јунацима, као и аутопортрет самог Ивана Мештровића. Већина поручених скулптура као идеолошку позадину имала је идеју интегралној југословенства. Дела се данас углавном налазе у оквиру дворског комплекса на Дедињу.
У Паризу постоји Трг Александра I од Југославије где се налази Споменик краљу Петру I и краљу Александру I у Паризу.
Највероватније је први српски владар чији је глас остао забележен. То је било у кратком филму из 1933. године када је дочекао представника Чехословачке Роберта Филдера. Говорио је Цетињским нагласком.
У ТВ серији Александар од Југославије га глуми Љубомир Булајић а у ТВ серији Монтевидео, Бог те видео! га глуми га Бранислав Лечић. У филму Краљ Петар Први га глуми Александар Вучковић.
Покрет обнове Краљевине Србије је 9. октобра 2018, на 84. годишњицу Марсејског атентата, у Вечерњим новостима објавио читуљу поводом тог догађаја.
| Након краљеве смрти, подигнут је низ споменика у његову част, укључујући: |
| --- |
| - Загреб, 17. дец. 1934 (бисте, + краљ Петар, линк) - Хоргош, 17. дец. 1934 (биста, најава: линк) - Прчањ, 3. март 1935 (први у Зетској бановини, линк) - Табановац код Петровца на Млави, 1935? (најава: линк) - Крижевци (гимназија, најава у феб. 1935 линк) - Бања Лука, 26. мај 1935 (линк) - Нишка Бања, Коњиц (линк, стр. 11) - Љубљана - фабрика дувана (линк) - Вараждин, 6. септ. 1935 ("први у држави") - Два у Крагујевцу: војници 15. септ. 1935 и радници 28. јун 1936 - биста у Мостару, 7. окт. 1935 (линк) - Београд, биста у Звечанској, 13. окт. 1935 (линк), - Тузла, 1. дец. 1935 (најава: линк) - (Сплит, спомен-светионик 8. дец. 1935) - Шума и спомен обележје, Харти код Хаифе (најава: линк) - Љешњани, ср. босансконовски, 9. јануар 1936 (линк) - Коњиц, 16. феб. 1936 (линк) - Турија, мај/јун 1936 (линк) - Тител, 17. мај 1936 (линк) - Јовац, срез белички (најава линк) - Словењградец, 21. јун 1936 (линк) - Крагујевац, 28. јун 1936 (линк), истог дана Нишка Бања (линк) - Букурешт, јул 1936? (линк) - Банатско Аранђелово, 28. авг. 1936 (биста, најава, [ - споменик Петру и Александру у Паризу, 9. окт. 1936, - Јесенице, 11. окт. 1936 (линк), - Вуковар, 18. окт. 1936 - Сен Кантен, 8. нов. 1936 (линк) - Купиновац код Бјеловара, око 28. нов. 1936 (рељеф, линк) - Прокупље, 13. јун 1937 (линк) - Високо, 20. јун 1937 (линк) - Сарајево, касарна 9. пука, 27. јун 1937 (рељ. биста, линк) - Аранђеловац, 15. авг. 1937 (биста, линк) - Нови Бечеј, 17. окт. 1937 (линк) - Ракек код Церкнице, 17. окт. 1937 (линк) - Скопље, у пару са кр. Петром, 31. окт. 1937 - Битољ, 19. нов. 1937 (линк) - Хајдучица код Вршца, 21. нов. 1937 (линк) - Охрид, 1. дец. 1937 (најава: линк) - Призрен, 17. дец. 1937 (најава: линк, изглед: линк) - Шимановци, 6. мај 1938 (линк) - Удбина, 29. мај 1938 (најава: линк) - Чепин код Осијека, 22. јун 1938 (линк) - Дероње, јул 1938 (линк) - Споменик миру у Марсеју 1938 (инауг. '41), - Суботица? (камен темељац 1. дец. 1938: линк) - Српска Црња, 18. мај 1939 (линк) - Трбовље, 18. јун 1939 (линк) - Лесковац, 2. јул 1939 (линк) - Севница у Словенији, 1. дец. 1939 (линк) - Ниш, 17. дец. 1939 (коњанички, ) - Сомбор, 21. јул 1940 (коњанички, линк) - Љубљана - коњанички, 6. септ. 1940 - Марибор? (у изради децембра 1940: линк) |

## Титуле и признања
- 16. децембар 1888 – 15. јун 1903: Његово Светло Височанство кнез Александар II Карађорђевић од Србије
- 15. јун 1903 – 27. март 1909: Његово Краљевско Височанство принц Александар Карађорђевић од Србије
- 27. март 1909 – 1. децембар 1918: Његово Краљевско Височанство принц орестолонаследник Александар Карађорђевић од Србије
- 1. децембар 1918 – 16. август 1921: Његово Краљевско Височанство принц престолонаследник Александар Карађорђевић од СХС
- 16. август 1921 – 6. јануар 1929: Његово Величанство краљ Александар I Карађорђевић од СХС
- 6. јануар 1929 – 9. октобар 1934: Његово Величанство витешки краљ Александар I Карађорђевић од Југославије

## Одликовања
Носилац је високог пољског одликовања Виртути милитари првог степена, најстаријег одликовања у Јужној Америци - перунаског Ордена Сунца, највећег одликовања Отоманског царства - Ордена имтијаза, као и великог броја страних (око 40) и свих домаћих одликовања.
- Орден Двоглавог Белог орла петог степена - Доделио његов отац Петар I Карађорђевић 6. августа (24. јула) 1903.[79]

## Лични живот
Краљ је преко целих груди имао израђену тетоважу која је представљала пруског једноглавог орла широко раширених крила, с мачем у једној и шаром у другој канџи. Орао је крунисан хералдичком круном, налик на круну Светог римског царства.
Први је Србин који је летео авионом средином априла 1910. године у Француској.
Имао је ванбрачну ћерку Јелену Јужениди (1920—1998).
Александар I Карађорђевић је два пута  дочекан од народа у Сплиту. Први пут 1910. на путовању ка Цетињу, а други пут 1925. године. 20. новембра 1918. је око 20.000 Сплићана одушевљено дочекало ослободилачку српску војску. Клицало се: Живјела српска војска! Живио престолонаследник Александар!...
Према сећању његовог брата од стрица Павла, Александар никако није желео да 1934. године преко Италије посети Француску. Када су њих двојица преко Црне Горе дошли у Котор чули су да је море немирно, а Александар је тешко подносио такве услове, тј "био је лош морнар", док је краљица Марија боловала од жучи. Павле им је препоручио да оду возом, што је краљ одбио пошто је мислио да све пруге до Француске воде преко Италије коју је он хтео да избегне. Павле му је на то рекао да може возом ићи преко Аустрије и Швајцарске, што је после извесног времена Александар и укапирао и испрва прихватио. Ујутру се он поново предомислио јер, када је рекао морнарима да ће ићи возом, они су се разочарали што неће добити француска одликовања. Као компромисно решење је он ишао бродом, а његова жена возом. Испоставиће се да је убрзо по доласку брода у Марсељ на њега извршен атентат.
По мемоарима његовог другог сина, Томислава Карађорђевића, у тренутку Марсељског атентата је краљ Александар био смртно болестан од рака, и лекари су му давали око шест месеци живота. Томислав је то сазнао од мајке, краљице Марије, а за краљеву дијагнозу су знали само чланови породице и узак круг лекара. Патолошки налаз који је начињен после атентата наводно потврђује ту дијагнозу.
Његов брат од стрица кнез Павле је мислио да Краљевина Италија стоји иза његовог убиства. То је споменуо у једном подужем писму из 1947. својој ташти. У преписци са Костом Ст. Павловићем је споменуо да Француска није хтела да дозволи да се на судском процесу у Екс ан Провансу, започетом после Марсељског атентата, спомене Италија, а и да је Уједињено Краљевство вршило притисак на Југославију да не проузрукује ништа против ње.
Био је исте висине као Кемал Ататурк, што значи да је имао око 1,74m.
Био је теча румуском краљу Михају, деда му је био краљ Црне Горе, а теча и брат од тетке су били краљеви Италије.
Вероватно није изговорио „Чувајте ми Југославију” пред смрт, пошто је преминуо врло брзо после атентата на њега.

## Породично стабло
| \| \| \| \| \| \| \| \| \| \| \| \| \| \| Петар Јовановић \| \| \| \| \| \| \| \| \| \| \| \| \| \| \| \| \| \| \| \| \| \| \| \| \| \| \| \| \| \| \| \| \| \| \| \| \| \| \| \| \| \| \| \| \| \| \| \| \| \| \| \| \| \| \| \| \| \| \| \| Карађорђе Петровић \| \| \| \| \| \| \| \| \| \| \| \| \| \| \| \| \| \| \| \| \| \| \| \| \| \| \| \| \| \| \| \| \| \| \| \| \| \| \| \| \| \| \| \| \| \| \| \| \| \| \| \| \| \| \| \| \| \| \| \| \| \| \| \| \| \| \| \| \| \| \| \| Марица Живковић \| \| \| \| \| \| \| \| \| \| \| \| \| \| \| \| \| \| \| \| \| \| \| \| \| \| \| \| \| \| \| \| \| \| \| \| \| \| \| \| \| \| \| \| \| \| \| \| \| \| \| \| \| \| \| \| \| \| \| \| \| \| \| \| \| \| \| \| \| \| \| \| Александар Карађорђевић \| \| \| \| \| \| \| \| \| \| \| \| \| \| \| \| \| \| \| \| \| \| \| \| \| \| \| \| \| \| \| \| \| \| \| \| \| \| \| \| \| \| \| \| \| \| \| \| \| \| \| \| \| \| \| \| \| \| \| \| \| \| \| \| \| \| \| \| \| \| \| \| Никола Јовановић \| \| \| \| \| \| \| \| \| \| \| \| \| \| \| \| \| \| \| \| \| \| \| \| \| \| \| \| \| \| \| \| \| \| \| \| \| \| \| \| \| \| \| \| \| \| \| \| \| \| \| \| \| \| \| \| \| \| \| \| \| \| \| \| \| \| \| \| \| \| \| \| Јелена Јовановић \| \| \| \| \| \| \| \| \| \| \| \| \| \| \| \| \| \| \| \| \| \| \| \| \| \| \| \| \| \| \| \| \| \| \| \| \| \| \| \| \| \| \| \| \| \| \| \| \| \| \| \| \| \| \| \| \| \| \| \| \| \| \| \| \| \| \| \| \| \| \| \| Босиљка \| \| \| \| \| \| \| \| \| \| \| \| \| \| \| \| \| \| \| \| \| \| \| \| \| \| \| \| \| \| \| \| \| \| \| \| \| \| \| \| \| \| \| \| \| \| \| \| \| \| \| \| \| \| \| \| \| \| \| \| \| \| \| \| \| \| \| \| \| \| \| \| Петар I Карађорђевић \| \| \| \| \| \| \| \| \| \| \| \| \| \| \| \| \| \| \| \| \| \| \| \| \| \| \| \| \| \| \| \| \| \| \| \| \| \| \| \| \| \| \| \| \| \| \| \| \| \| \| \| \| \| \| \| \| \| \| \| \| \| \| \| \| \| \| \| \| \| \| \| Јаков Ненадовић \| \| \| \| \| \| \| \| \| \| \| \| \| \| \| \| \| \| \| \| \| \| \| \| \| \| \| \| \| \| \| \| \| \| \| \| \| \| \| \| \| \| \| \| \| \| \| \| \| \| \| \| \| \| \| \| \| \| \| \| \| \| \| \| \| \| \| \| \| \| \| \| Јеврем Ненадовић \| \| \| \| \| \| \| \| \| \| \| \| \| \| \| \| \| \| \| \| \| \| \| \| \| \| \| \| \| \| \| \| \| \| \| \| \| \| \| \| \| \| \| \| \| \| \| \| \| \| \| \| \| \| \| \| \| \| \| \| \| \| \| \| \| \| \| \| \| \| \| \| Неранџа \| \| \| \| \| \| \| \| \| \| \| \| \| \| \| \| \| \| \| \| \| \| \| \| \| \| \| \| \| \| \| \| \| \| \| \| \| \| \| \| \| \| \| \| \| \| \| \| \| \| \| \| \| \| \| \| \| \| \| \| \| \| \| \| \| \| \| \| \| \| \| \| Персида Ненадовић \| \| \| \| \| \| \| \| \| \| \| \| \| \| \| \| \| \| \| \| \| \| \| \| \| \| \| \| \| \| \| \| \| \| \| \| \| \| \| \| \| \| \| \| \| \| \| \| \| \| \| \| \| \| \| \| \| \| \| \| \| \| \| \| \| \| \| \| \| \| \| \| Младен Миловановић \| \| \| \| \| \| \| \| \| \| \| \| \| \| \| \| \| \| \| \| \| \| \| \| \| \| \| \| \| \| \| \| \| \| \| \| \| \| \| \| \| \| \| \| \| \| \| \| \| \| \| \| \| \| \| \| \| \| \| \| \| \| \| \| \| \| \| \| \| \| \| \| Јованка Миловановић \| \| \| \| \| \| \| \| \| \| \| \| \| \| \| \| \| \| \| \| \| \| \| \| \| \| \| \| \| \| \| \| \| \| \| \| \| \| \| \| \| \| \| \| \| \| \| \| \| \| \| \| \| \| \| \| \| \| \| \| \| \| \| \| \| \| \| \| \| \| \| \| Босиљка \| \| \| \| \| \| \| \| \| \| \| \| \| \| \| \| \| \| \| \| \| \| \| \| \| \| \| \| \| \| \| \| \| \| \| \| \| \| \| \| \| \| \| \| \| \| \| \| \| \| \| \| \| \| \| \| \| \| \| \| \| \| \| \| \| \| \| \| \| \| \| \| Александар I Карађорђевић \| \| \| \| \| \| \| \| \| \| \| \| \| \| \| \| \| \| \| \| \| \| \| \| \| \| \| \| \| \| \| \| \| \| \| \| \| \| \| \| \| \| \| \| \| \| \| \| \| \| \| \| \| \| \| \| \| \| \| \| \| \| \| \| \| \| \| \| \| \| \| \| Станко Петровић Његош \| \| \| \| \| \| \| \| \| \| \| \| \| \| \| \| \| \| \| \| \| \| \| \| \| \| \| \| \| \| \| \| \| \| \| \| \| \| \| \| \| \| \| \| \| \| \| \| \| \| \| \| \| \| \| \| \| \| \| \| \| \| \| \| \| \| \| \| \| \| \| \| Мирко Петровић Његош \| \| \| \| \| \| \| \| \| \| \| \| \| \| \| \| \| \| \| \| \| \| \| \| \| \| \| \| \| \| \| \| \| \| \| \| \| \| \| \| \| \| \| \| \| \| \| \| \| \| \| \| \| \| \| \| \| \| \| \| \| \| \| \| \| \| \| \| \| \| \| \| Крстиња Врбица \| \| \| \| \| \| \| \| \| \| \| \| \| \| \| \| \| \| \| \| \| \| \| \| \| \| \| \| \| \| \| \| \| \| \| \| \| \| \| \| \| \| \| \| \| \| \| \| \| \| \| \| \| \| \| \| \| \| \| \| \| \| \| \| \| \| \| \| \| \| \| \| Никола I Петровић Његош \| \| \| \| \| \| \| \| \| \| \| \| \| \| \| \| \| \| \| \| \| \| \| \| \| \| \| \| \| \| \| \| \| \| \| \| \| \| \| \| \| \| \| \| \| \| \| \| \| \| \| \| \| \| \| \| \| \| \| \| \| \| \| \| \| \| \| \| \| \| \| \| Драго Мартиновић \| \| \| \| \| \| \| \| \| \| \| \| \| \| \| \| \| \| \| \| \| \| \| \| \| \| \| \| \| \| \| \| \| \| \| \| \| \| \| \| \| \| \| \| \| \| \| \| \| \| \| \| \| \| \| \| \| \| \| \| \| \| \| \| \| \| \| \| \| \| \| \| Анастасија Мартиновић \| \| \| \| \| \| \| \| \| \| \| \| \| \| \| \| \| \| \| \| \| \| \| \| \| \| \| \| \| \| \| \| \| \| \| \| \| \| \| \| \| \| \| \| \| \| \| \| \| \| \| \| \| \| \| \| \| \| \| \| \| \| \| \| \| \| \| \| \| \| \| \| Стана Мартиновић \| \| \| \| \| \| \| \| \| \| \| \| \| \| \| \| \| \| \| \| \| \| \| \| \| \| \| \| \| \| \| \| \| \| \| \| \| \| \| \| \| \| \| \| \| \| \| \| \| \| \| \| \| \| \| \| \| \| \| \| \| \| \| \| \| \| \| \| \| \| \| \| Зорка Петровић Његош \| \| \| \| \| \| \| \| \| \| \| \| \| \| \| \| \| \| \| \| \| \| \| \| \| \| \| \| \| \| \| \| \| \| \| \| \| \| \| \| \| \| \| \| \| \| \| \| \| \| \| \| \| \| \| \| \| \| \| \| \| \| \| \| \| \| \| \| \| \| \| \| Стеван П. Вукотић-Перковић \| \| \| \| \| \| \| \| \| \| \| \| \| \| \| \| \| \| \| \| \| \| \| \| \| \| \| \| \| \| \| \| \| \| \| \| \| \| \| \| \| \| \| \| \| \| \| \| \| \| \| \| \| \| \| \| \| \| \| \| \| \| \| \| \| \| \| \| \| \| \| \| Петар Вукотић \| \| \| \| \| \| \| \| \| \| \| \| \| \| \| \| \| \| \| \| \| \| \| \| \| \| \| \| \| \| \| \| \| \| \| \| \| \| \| \| \| \| \| \| \| \| \| \| \| \| \| \| \| \| \| \| \| \| \| \| \| \| \| \| \| \| \| \| \| \| \| \| Стана Милић \| \| \| \| \| \| \| \| \| \| \| \| \| \| \| \| \| \| \| \| \| \| \| \| \| \| \| \| \| \| \| \| \| \| \| \| \| \| \| \| \| \| \| \| \| \| \| \| \| \| \| \| \| \| \| \| \| \| \| \| \| \| \| \| \| \| \| \| \| \| \| \| Милена Вукотић \| \| \| \| \| \| \| \| \| \| \| \| \| \| \| \| \| \| \| \| \| \| \| \| \| \| \| \| \| \| \| \| \| \| \| \| \| \| \| \| \| \| \| \| \| \| \| \| \| \| \| \| \| \| \| \| \| \| \| \| \| \| \| \| \| \| \| \| \| \| \| \| Тадија Војводић \| \| \| \| \| \| \| \| \| \| \| \| \| \| \| \| \| \| \| \| \| \| \| \| \| \| \| \| \| \| \| \| \| \| \| \| \| \| \| \| \| \| \| \| \| \| \| \| \| \| \| \| \| \| \| \| \| \| \| \| \| \| \| \| \| \| \| \| \| \| \| \| Јелена Војводић \| \| \| \| \| \| \| \| \| \| \| \| \| \| \| \| \| \| \| \| \| \| \| \| \| \| \| \| \| \| \| \| \| \| \| \| \| \| \| \| \| \| \| \| \| \| \| \| \| \| \| \| \| \| \| \| \| \| \| \| \| \| \| \| \| \| \| \| \| \| \| \| Милица Павићевић \| \| \| \| \| \| \| \| \| \| \| \| \| \| \| \| \| \| \| \| \| \| \| \| \| \| \| \| \| \| \| \| \| \| \| \| \| \| \| \| \| \| \| \| \| \| \| \| \| \| \| \| |                            |  |  |  |  |  |  |  |  |  |  |  |                 |  |  |  |
| |                            |  |  |  |  |  |  |  |  |  |  |  | Петар Јовановић |  |  |  |
| |                            |  |  |  |  |  |  |  |  |  |  |  |                 |  |  |  |
| |                            |  |  |  |  |  |  |  |  |  |  |  |                 |  |  |  |
| |                            |  |  |  |  |  |  |  |  |  |  |  |                 |  |  |  |
| | Карађорђе Петровић         |  |  |  |  |  |  |  |  |  |  |  |                 |  |  |  |
| |                            |  |  |  |  |  |  |  |  |  |  |  |                 |  |  |  |
| |                            |  |  |  |  |  |  |  |  |  |  |  |                 |  |  |  |
| |                            |  |  |  |  |  |  |  |  |  |  |  |                 |  |  |  |
| | Марица Живковић            |  |  |  |  |  |  |  |  |  |  |  |                 |  |  |  |
| |                            |  |  |  |  |  |  |  |  |  |  |  |                 |  |  |  |
| |                            |  |  |  |  |  |  |  |  |  |  |  |                 |  |  |  |
| |                            |  |  |  |  |  |  |  |  |  |  |  |                 |  |  |  |
| | Александар Карађорђевић    |  |  |  |  |  |  |  |  |  |  |  |                 |  |  |  |
| |                            |  |  |  |  |  |  |  |  |  |  |  |                 |  |  |  |
| |                            |  |  |  |  |  |  |  |  |  |  |  |                 |  |  |  |
| |                            |  |  |  |  |  |  |  |  |  |  |  |                 |  |  |  |
| | Никола Јовановић           |  |  |  |  |  |  |  |  |  |  |  |                 |  |  |  |
| |                            |  |  |  |  |  |  |  |  |  |  |  |                 |  |  |  |
| |                            |  |  |  |  |  |  |  |  |  |  |  |                 |  |  |  |
| |                            |  |  |  |  |  |  |  |  |  |  |  |                 |  |  |  |
| | Јелена Јовановић           |  |  |  |  |  |  |  |  |  |  |  |                 |  |  |  |
| |                            |  |  |  |  |  |  |  |  |  |  |  |                 |  |  |  |
| |                            |  |  |  |  |  |  |  |  |  |  |  |                 |  |  |  |
| |                            |  |  |  |  |  |  |  |  |  |  |  |                 |  |  |  |
| | Босиљка                    |  |  |  |  |  |  |  |  |  |  |  |                 |  |  |  |
| |                            |  |  |  |  |  |  |  |  |  |  |  |                 |  |  |  |
| |                            |  |  |  |  |  |  |  |  |  |  |  |                 |  |  |  |
| |                            |  |  |  |  |  |  |  |  |  |  |  |                 |  |  |  |
| | Петар I Карађорђевић       |  |  |  |  |  |  |  |  |  |  |  |                 |  |  |  |
| |                            |  |  |  |  |  |  |  |  |  |  |  |                 |  |  |  |
| |                            |  |  |  |  |  |  |  |  |  |  |  |                 |  |  |  |
| |                            |  |  |  |  |  |  |  |  |  |  |  |                 |  |  |  |
| | Јаков Ненадовић            |  |  |  |  |  |  |  |  |  |  |  |                 |  |  |  |
| |                            |  |  |  |  |  |  |  |  |  |  |  |                 |  |  |  |
| |                            |  |  |  |  |  |  |  |  |  |  |  |                 |  |  |  |
| |                            |  |  |  |  |  |  |  |  |  |  |  |                 |  |  |  |
| | Јеврем Ненадовић           |  |  |  |  |  |  |  |  |  |  |  |                 |  |  |  |
| |                            |  |  |  |  |  |  |  |  |  |  |  |                 |  |  |  |
| |                            |  |  |  |  |  |  |  |  |  |  |  |                 |  |  |  |
| |                            |  |  |  |  |  |  |  |  |  |  |  |                 |  |  |  |
| | Неранџа                    |  |  |  |  |  |  |  |  |  |  |  |                 |  |  |  |
| |                            |  |  |  |  |  |  |  |  |  |  |  |                 |  |  |  |
| |                            |  |  |  |  |  |  |  |  |  |  |  |                 |  |  |  |
| |                            |  |  |  |  |  |  |  |  |  |  |  |                 |  |  |  |
| | Персида Ненадовић          |  |  |  |  |  |  |  |  |  |  |  |                 |  |  |  |
| |                            |  |  |  |  |  |  |  |  |  |  |  |                 |  |  |  |
| |                            |  |  |  |  |  |  |  |  |  |  |  |                 |  |  |  |
| |                            |  |  |  |  |  |  |  |  |  |  |  |                 |  |  |  |
| | Младен Миловановић         |  |  |  |  |  |  |  |  |  |  |  |                 |  |  |  |
| |                            |  |  |  |  |  |  |  |  |  |  |  |                 |  |  |  |
| |                            |  |  |  |  |  |  |  |  |  |  |  |                 |  |  |  |
| |                            |  |  |  |  |  |  |  |  |  |  |  |                 |  |  |  |
| | Јованка Миловановић        |  |  |  |  |  |  |  |  |  |  |  |                 |  |  |  |
| |                            |  |  |  |  |  |  |  |  |  |  |  |                 |  |  |  |
| |                            |  |  |  |  |  |  |  |  |  |  |  |                 |  |  |  |
| |                            |  |  |  |  |  |  |  |  |  |  |  |                 |  |  |  |
| | Босиљка                    |  |  |  |  |  |  |  |  |  |  |  |                 |  |  |  |
| |                            |  |  |  |  |  |  |  |  |  |  |  |                 |  |  |  |
| |                            |  |  |  |  |  |  |  |  |  |  |  |                 |  |  |  |
| |                            |  |  |  |  |  |  |  |  |  |  |  |                 |  |  |  |
| | Александар I Карађорђевић  |  |  |  |  |  |  |  |  |  |  |  |                 |  |  |  |
| |                            |  |  |  |  |  |  |  |  |  |  |  |                 |  |  |  |
| |                            |  |  |  |  |  |  |  |  |  |  |  |                 |  |  |  |
| |                            |  |  |  |  |  |  |  |  |  |  |  |                 |  |  |  |
| | Станко Петровић Његош      |  |  |  |  |  |  |  |  |  |  |  |                 |  |  |  |
| |                            |  |  |  |  |  |  |  |  |  |  |  |                 |  |  |  |
| |                            |  |  |  |  |  |  |  |  |  |  |  |                 |  |  |  |
| |                            |  |  |  |  |  |  |  |  |  |  |  |                 |  |  |  |
| | Мирко Петровић Његош       |  |  |  |  |  |  |  |  |  |  |  |                 |  |  |  |
| |                            |  |  |  |  |  |  |  |  |  |  |  |                 |  |  |  |
| |                            |  |  |  |  |  |  |  |  |  |  |  |                 |  |  |  |
| |                            |  |  |  |  |  |  |  |  |  |  |  |                 |  |  |  |
| | Крстиња Врбица             |  |  |  |  |  |  |  |  |  |  |  |                 |  |  |  |
| |                            |  |  |  |  |  |  |  |  |  |  |  |                 |  |  |  |
| |                            |  |  |  |  |  |  |  |  |  |  |  |                 |  |  |  |
| |                            |  |  |  |  |  |  |  |  |  |  |  |                 |  |  |  |
| | Никола I Петровић Његош    |  |  |  |  |  |  |  |  |  |  |  |                 |  |  |  |
| |                            |  |  |  |  |  |  |  |  |  |  |  |                 |  |  |  |
| |                            |  |  |  |  |  |  |  |  |  |  |  |                 |  |  |  |
| |                            |  |  |  |  |  |  |  |  |  |  |  |                 |  |  |  |
| | Драго Мартиновић           |  |  |  |  |  |  |  |  |  |  |  |                 |  |  |  |
| |                            |  |  |  |  |  |  |  |  |  |  |  |                 |  |  |  |
| |                            |  |  |  |  |  |  |  |  |  |  |  |                 |  |  |  |
| |                            |  |  |  |  |  |  |  |  |  |  |  |                 |  |  |  |
| | Анастасија Мартиновић      |  |  |  |  |  |  |  |  |  |  |  |                 |  |  |  |
| |                            |  |  |  |  |  |  |  |  |  |  |  |                 |  |  |  |
| |                            |  |  |  |  |  |  |  |  |  |  |  |                 |  |  |  |
| |                            |  |  |  |  |  |  |  |  |  |  |  |                 |  |  |  |
| | Стана Мартиновић           |  |  |  |  |  |  |  |  |  |  |  |                 |  |  |  |
| |                            |  |  |  |  |  |  |  |  |  |  |  |                 |  |  |  |
| |                            |  |  |  |  |  |  |  |  |  |  |  |                 |  |  |  |
| |                            |  |  |  |  |  |  |  |  |  |  |  |                 |  |  |  |
| | Зорка Петровић Његош       |  |  |  |  |  |  |  |  |  |  |  |                 |  |  |  |
| |                            |  |  |  |  |  |  |  |  |  |  |  |                 |  |  |  |
| |                            |  |  |  |  |  |  |  |  |  |  |  |                 |  |  |  |
| |                            |  |  |  |  |  |  |  |  |  |  |  |                 |  |  |  |
| | Стеван П. Вукотић-Перковић |  |  |  |  |  |  |  |  |  |  |  |                 |  |  |  |
| |                            |  |  |  |  |  |  |  |  |  |  |  |                 |  |  |  |
| |                            |  |  |  |  |  |  |  |  |  |  |  |                 |  |  |  |
| |                            |  |  |  |  |  |  |  |  |  |  |  |                 |  |  |  |
| | Петар Вукотић              |  |  |  |  |  |  |  |  |  |  |  |                 |  |  |  |
| |                            |  |  |  |  |  |  |  |  |  |  |  |                 |  |  |  |
| |                            |  |  |  |  |  |  |  |  |  |  |  |                 |  |  |  |
| |                            |  |  |  |  |  |  |  |  |  |  |  |                 |  |  |  |
| | Стана Милић                |  |  |  |  |  |  |  |  |  |  |  |                 |  |  |  |
| |                            |  |  |  |  |  |  |  |  |  |  |  |                 |  |  |  |
| |                            |  |  |  |  |  |  |  |  |  |  |  |                 |  |  |  |
| |                            |  |  |  |  |  |  |  |  |  |  |  |                 |  |  |  |
| | Милена Вукотић             |  |  |  |  |  |  |  |  |  |  |  |                 |  |  |  |
| |                            |  |  |  |  |  |  |  |  |  |  |  |                 |  |  |  |
| |                            |  |  |  |  |  |  |  |  |  |  |  |                 |  |  |  |
| |                            |  |  |  |  |  |  |  |  |  |  |  |                 |  |  |  |
| | Тадија Војводић            |  |  |  |  |  |  |  |  |  |  |  |                 |  |  |  |
| |                            |  |  |  |  |  |  |  |  |  |  |  |                 |  |  |  |
| |                            |  |  |  |  |  |  |  |  |  |  |  |                 |  |  |  |
| |                            |  |  |  |  |  |  |  |  |  |  |  |                 |  |  |  |
| | Јелена Војводић            |  |  |  |  |  |  |  |  |  |  |  |                 |  |  |  |
| |                            |  |  |  |  |  |  |  |  |  |  |  |                 |  |  |  |
| |                            |  |  |  |  |  |  |  |  |  |  |  |                 |  |  |  |
| |                            |  |  |  |  |  |  |  |  |  |  |  |                 |  |  |  |
| | Милица Павићевић           |  |  |  |  |  |  |  |  |  |  |  |                 |  |  |  |
| |                            |  |  |  |  |  |  |  |  |  |  |  |                 |  |  |  |
| |                            |  |  |  |  |  |  |  |  |  |  |  |                 |  |  |  |

## Породица

### Супружник
| име            | слика | датум рођења    | датум смрти   |
| -------------- | ----- | --------------- | ------------- |
| Краљица Марија |       | 9. јануар 1900. | 22. јун 1961. |

### Деца
| име            | слика | датум рођења       | датум смрти       | супружник                                               |
| -------------- | ----- | ------------------ | ----------------- | ------------------------------------------------------- |
| Краљ Петар II  |       | 6. септембар 1923. | 3. новембар 1970. | Краљица Александра                                      |
| Принц Томислав |       | 19. јануар 1928.   | 12. јул 2000.     | Принцеза Маргарита; Линда Мери Бони                     |
| Принц Андреј   |       | 28. јун 1929.      | 7. мај 1990.      | Принцеза Кристина; Принцеза Кира; Ева Марија Анђелковић |